# Retrakcja macicy
Retrakcja macicy – skurcz włókien mięśniowych trzonu macicy bez powrotu do poprzedniej długości, co powoduje ich skrócenie. Jednocześnie w dolnym odcinku zachodzi dystrakcja, czyli proces odwrotny (wydłużenie włókien po skurczu). Dzięki tym procesom możliwy jest postęp porodu.